# Буксбаумія зелена
Буксбаумія зелена (Buxbaumia viridis) — вид мохів порядку буксбауміальних (Buxbaumiales). Вид занесений до Бернської конвенції та інших природоохоронних документів.

## Опис
Рослини зазвичай ростуть ізольовано. Як і в інших видів Buxbaumia, помітні лише спорофіти, рослини без розвинених спорофітів знайти практично неможливо. Коробочкові ніжки 5–10 мм, прямі, жовтувато-червоні чи оранжево-коричневі. Коробочка у зрілому віці яйцеподібна, 3–7 мм, блискуча, від солом'янистого до оливково-зеленого забарвлення, похила грань поступово диференціюється від нижньої сторони. Спори 8–15 мкм, жовтувато-зелені та більш-менш гладкі. Коробочки дозрівають в кінці літа — восени.

## Поширення
Батьківщиною є Європа, Північна Америка.
Buxbaumia viridis росте в тінистих лісах у вологих і дощових районах на гнилій деревині, рідко на сирому перегної.

## Охорона
Стан більшості природних популяцій виду в межах ареалу залишається більш-менш стабільним. Саме тому він, згідно Червоного списку МСОП, отримав охоронний статус «відносно благополучний вид». Але в окремих регіонах спостерігається тенденція до зниження чисельності популяції виду, що потребує запровадження охоронних заходів. Тому, буксбаумія зелена занесена до Додатку І Бернської конвенції (охоронна категорія: вид підлягає особливій охороні), Резолюції 6 цієї конвенції (охоронна категорія: вид потребує спеціальних заходів збереження його оселищ), а також до Директиви Європейського Союзу 92/43/ЄС «Про збереження природних оселищ та видів природної фауни і флори» (Додаток ІІ. Види рослин і тварин, що становлять особливий інтерес для Європейського Союзу, збереження яких потребує створення територій особливої охорони).